# Historia de la Corte Suprema de los Estados Unidos

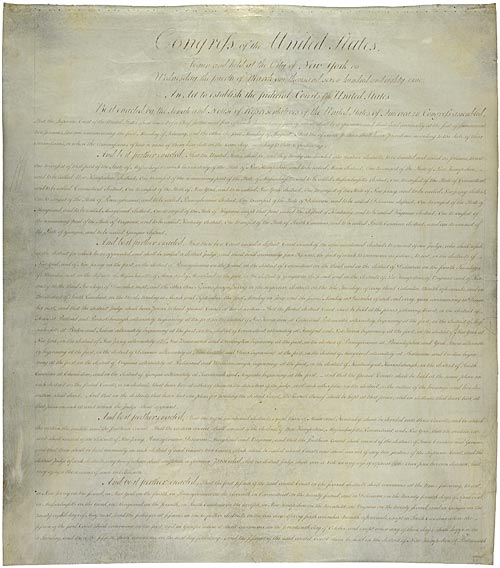
El Acta Judicial de 1789 implementó el poder judicial federal, incluyendo a la Corte Suprema. Fue también la primera Acta que del Congreso que la Corte Suprema invalidó parcialmente.

La Corte Suprema de los Estados Unidos es la única Corte establecida por la Constitución de los Estados Unidos, implementada en 1789; bajo el Acta Judicial de 1789, la Corte iba a ser constituida por seis miembros —aunque el número de Jueces ha sido de nueve desde casi toda la historia de la Corte, este número fue establecido por el Congreso, no por la Constitución. La Corte inició sus funciones por primera vez el 2 de febrero de 1790.
Este artículo concierne a la Historia de la Corte Suprema de los Estados Unidos; para discusiones sobre la jurisdicción de la Corte, procedimientos y composición, ver Corte Suprema de los Estados Unidos.

## Las Cortes de Jay, Rutledge, y Ellsworth (1789–1801)
El primer Juez Presidente de los Estados Unidos fue John Jay. La decisión más controvertida considerada de esta Corte es Chisholm vs. Georgia, en la cual se sostuvo que la corte federal podía conocer demandas en contra de Estados. Desde entonces, respondiendo a la preocupación de varios estados, el Congreso propuso la undécima enmienda, que concedió inmunidad a los estados bajo ciertos supuestos frente a las demandas judiciales en las cortes federales. La Enmienda fue ratificada en 1795.
Jay fue sucedido por el Juez Presidente John Rutledge, y luego por Oliver Ellsworth. Durante estos períodos no surgieron casos importantes.

## La Corte de Marshall (1801–1835)
Uno de los períodos más importantes de la historia de la Corte fue el del Juez Presidente John Marshall (1801-1835). En el caso Marbury vs. Madison (1803), Marshall sostuvo que la Corte Suprema podía cambiar una ley aprobada por el Congreso si es que violaba la Constitución, estableciendo legalmente el poder judicial de revisiones (judicial review). La Corte Marshall también realizó varias decisiones importantes en relación con el federalismo. Marshall tomó una visión amplia de los poderes del gobierno —particularmente respecto de la cláusulas de comercio entre los estados y la cláusula relativa a algunos poderes del estado (necessary and proper clause). Por ejemplo, en McCulloch vs. Maryland (1819), la Corte falló que el Congreso podía crear un banco nacional basándose en las cláusulas de comercio entre los estados y otras cláusulas similares, siendo que este poder, para crear un banco no se encontraba explícitamente mencionado en la Constitución. Similarmente, en Gibbons vs. Ogden (1824), la Corte encontró que las cláusulas de comercio entre los estados permitían al Congreso regular sobre la navegación interestatal. 
La Corte de Marshall también falló varias decisiones restrictivas sobre las acciones de los gobiernos estatales. La noción de que la Corte Suprema podía conocer sobre las apelaciones de las Cortes Estatales fue estalecida en Martin vs. Hunter's Lessee (1816) y en Cohens vs. Virginia (1821). En varios fallos, la Corte Marshall confirmó la supremacía de las leyes federales sobre las leyes estatales. Por ejemplo, en el fallo McCulloch vs. Maryland, la Corte sostuvo que un estado no podía generar impuestos sobre una agencia del gobierno federal. Sin embargo, al mismo tiempo, la Corte Marshall sostuvo en el caso Barron vs. Baltimore (1833) que la Bill of Rights restringía solo al gobierno federal, y no era aplicable a los estados. A pesar de ello, la Corte Suprema sostuvo unos años después que la Decimocuanta Enmienda tenía el efecto de poderse aplicar la Bill of Rights a los Estados.
Jefferson dijo sobre la Corte Marshall, "La Constitución es una mera pieza de barro en las manos de los tribunales, la que ellos pueden moldear y formar de la forma que quieran."

## La Corte de Rehnquist (1986–2005)

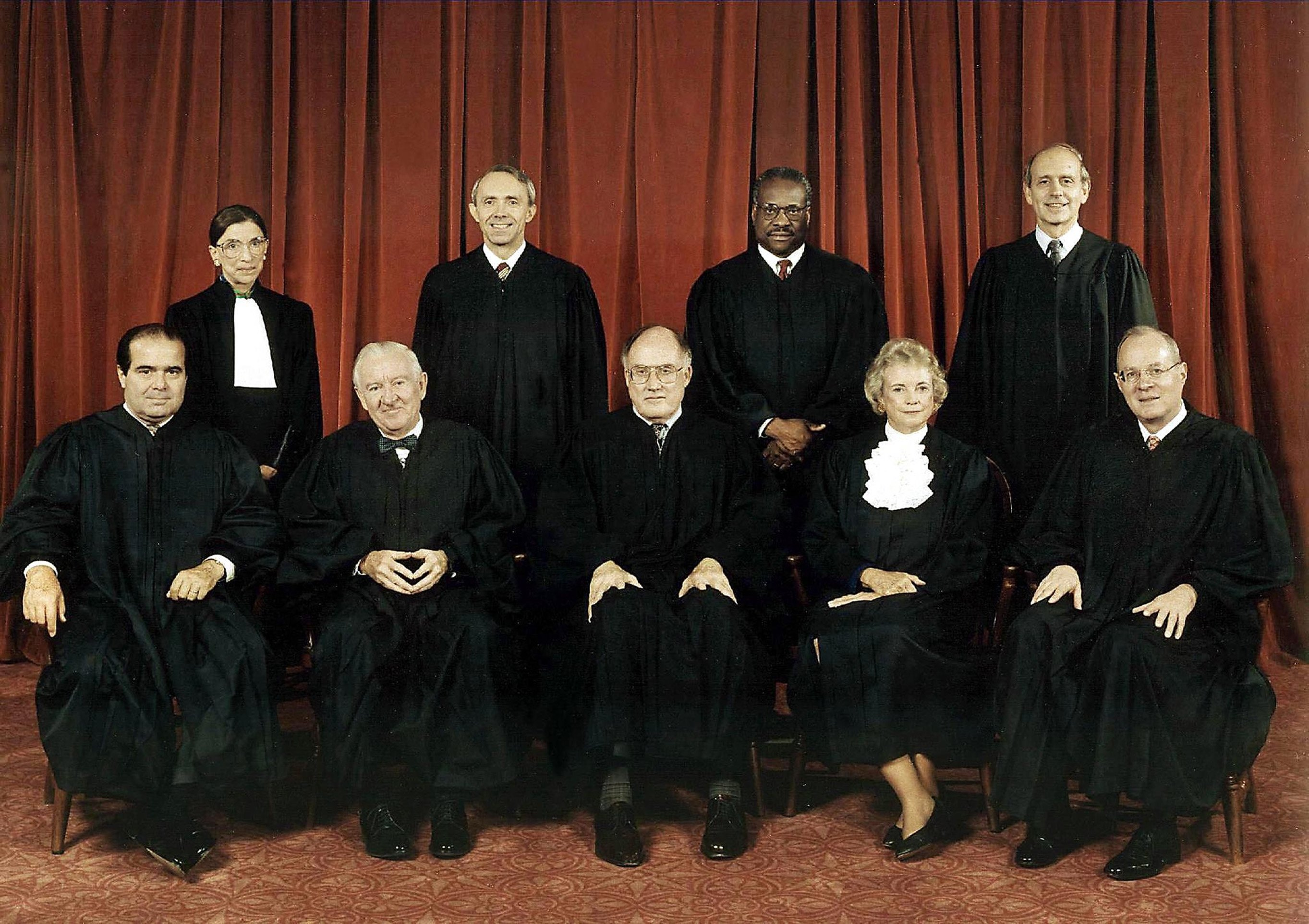
Corte Suprema en 1998.

El juez presidente William Rehnquist ejerció desde el retiro de Burger en 1986 hasta su muerte, el 3 de septiembre de 2005. La Corte Rehnquist tenía un punto de vista limitado respecto a los poderes del Congreso bajo la cláusula de comercio, como se vio en United States vs. López (1995). La Corte tuvo muchos fallos controvertidos, incluyendo Texas vs. Johnson (1989), donde declaró que el quemar una bandera era una forma de expresión protegida por la Primera Enmienda; Lee vs. Weisman (1992); Stenberg vs. Carhart (2000); y Lawrence vs. Texas (2003), en la que suprimió las leyes que prohibían la sodomía. (Algunos comentaristas ven estos fallos como parte de la "cultura de guerra") Otra decisión controvertida de la Corte Rehnquist fue Gratz vs. Bollinger. Quizás la mayor controversia causada por la Corte fue en el caso Bush vs. Gore (2000), bajo el cual se terminó el recuento de votos electorales en Florida luego de las elecciones presidenciales del 2000, permitiendo así a George W. Bush convertirse en el presidente de los Estados Unidos número cuarenta y tres.
Rehnquist lideró una Corte notablemente estable - por once años hasta la muerte de Rehnquist, la composición de la Corte no varió - lo que la convierte en la más estable en los últimos 180 años.

### El retiro de O'Connor
El 1 de julio de 2005, la Jueza O'Connor anunció que se retiraría de la Corte Suprema una vez confirmado su sucesor. El Presidente Bush originalmente nominó a John Roberts, juez de la Corte de Apelaciones del Distrito de Columbia, para reemplazar a O'Connor el 19 de julio de 2005. Sin embargo, después de la muerte del juez presidente Rehnquist el 3 de septiembre, Bush nominó a Roberts para el cargo de juez presidente. Subsecuentemente el presidente nominó a la consejera de la Casa Blanca Harriet Miers para reemplazar a O'Connor el 3 de octubre de 2005, pero Miers retiró su nominación el 7 de octubre del mismo año, al surgir una controversia respecto de una petición del Congreso sobre el papel de Miers como Consejera de la Casa Blanca. El 31 de octubre de 2005, el presidente Bush nominó al Juez de la Corte de Apelaciones del Tercer Distrito, Samuel Alito para reemplazar a la Juez O'Connor. El 24 de enero de 2006, el Comité Judicial del Senado mandó la nominación de Alito al Senado. El 31 de enero de 2006, el Senado confirmó a Alito, 58-42, y en ese momento el retiro de O'Connor se hizo efectivo.

## La Corte de Roberts (2005—)

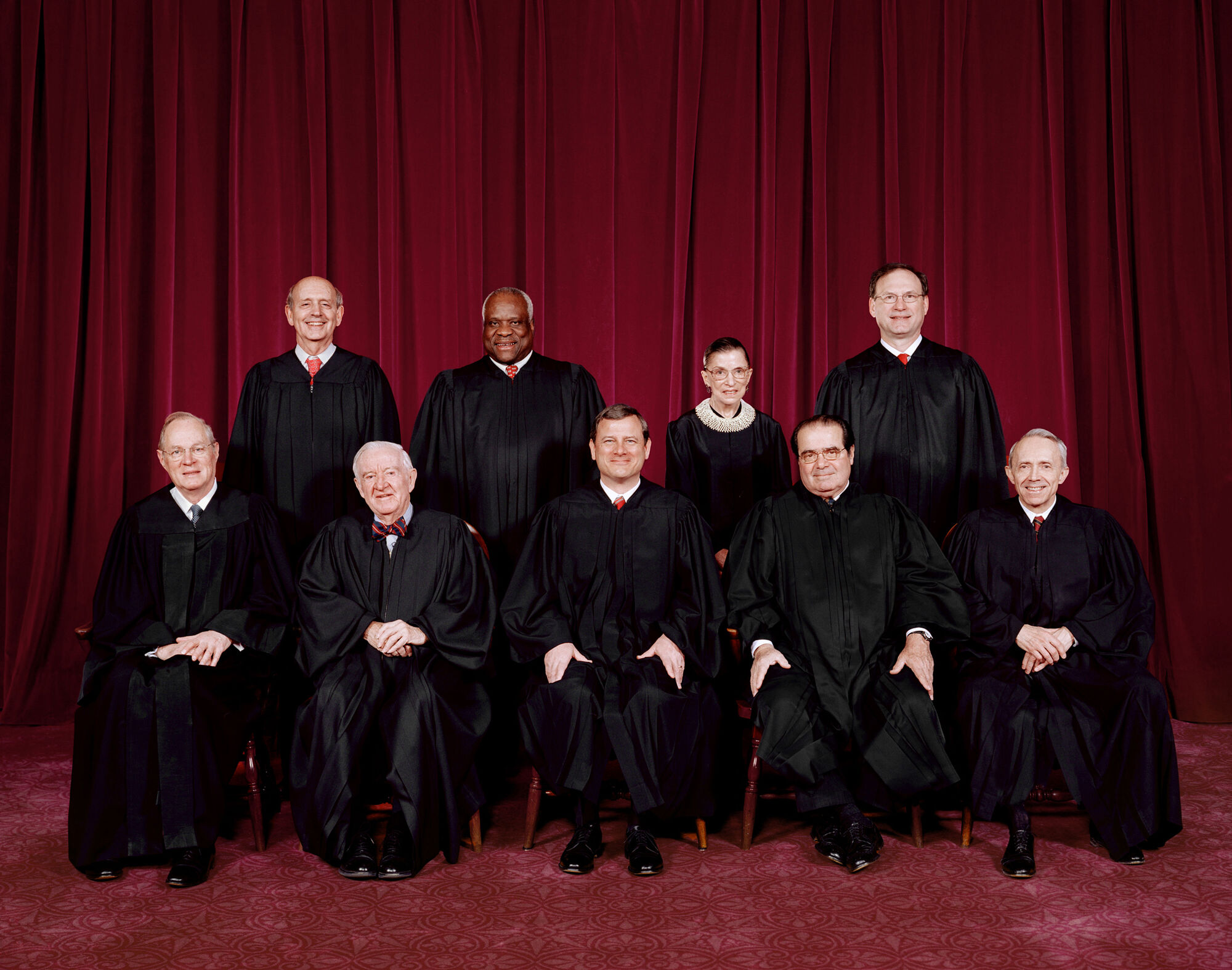
Corte Suprema 2005-al presente.

El juez Presidente John Roberts fue confirmado por el Senado el 29 de septiembre de 2005 y presidió la Corte por primera vez el 3 de octubre de ese mismo año, el día en el que comenzó la sesión 2005-2006 . El 31 de octubre el presidente Bush anunció la nominación de Samuel Alito para el cargo de O'Connor, y sometió la nominación al Senado el 10 de noviembre de 2005. El 31 de enero de 2006 el Senado aprobó el nombramiento de Samuel Alito como Juez Asociado de la Corte Suprema.